# Bezirk Pāvilosta
Der Bezirk Pāvilosta (Pāvilostas novads) war ein Bezirk im Westen Lettlands an der Ostsee, der von 2009 bis 2021 existierte. Bei der Verwaltungsreform 2021 wurde der Bezirk aufgelöst, seine Gemeinden gehören seitdem zum Bezirk Dienvidkurzeme.

## Bevölkerung
Der Bezirk bestand aus den zwei Gemeinden (pagasts) Vērgale (Virginahlen) und Saka (Sackenhausen) sowie dem Verwaltungszentrum Pāvilosta (Paulshafen). Im Jahre 2010 lebten 3233 Einwohner im Bezirk, 2020 waren es nur noch 2524.

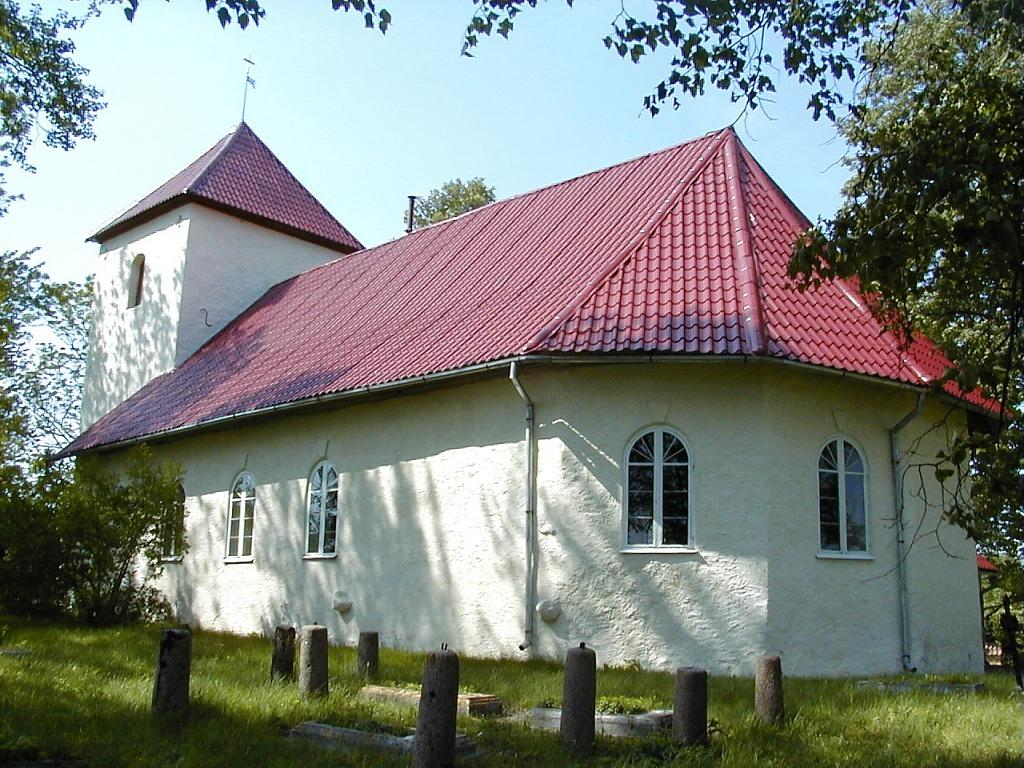
Saka: Lutherische Kirche, um 1560 erbaut, 1743 wiederaufgebaut
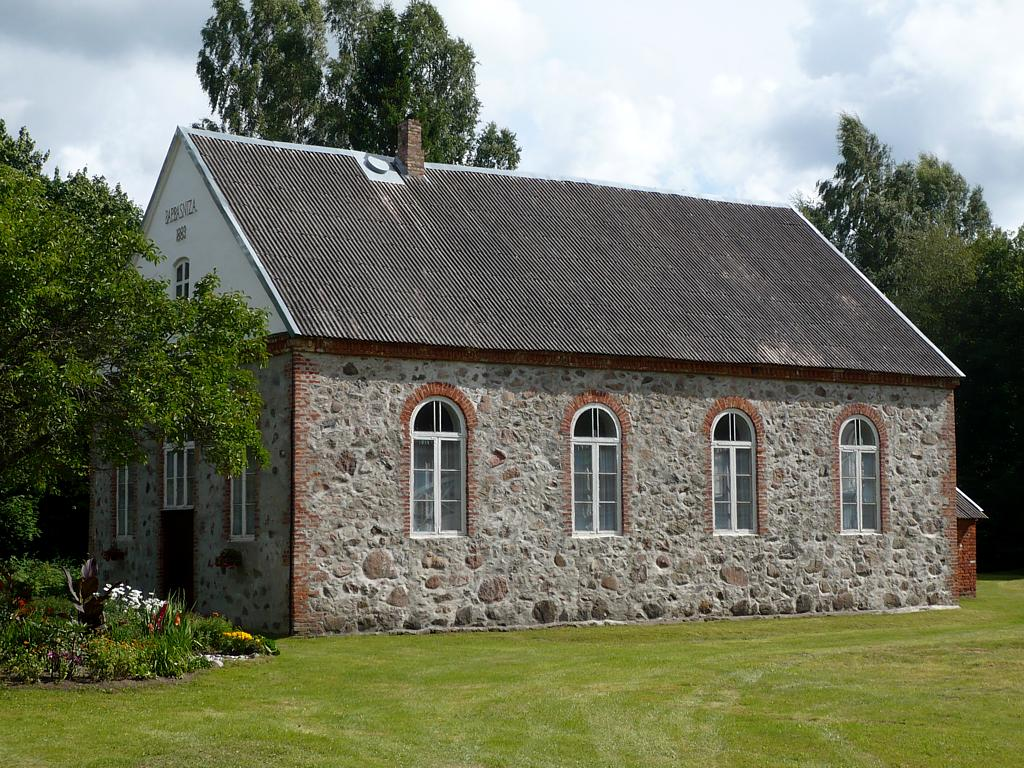
Saka: Baptistenkirche, erbaut 1883
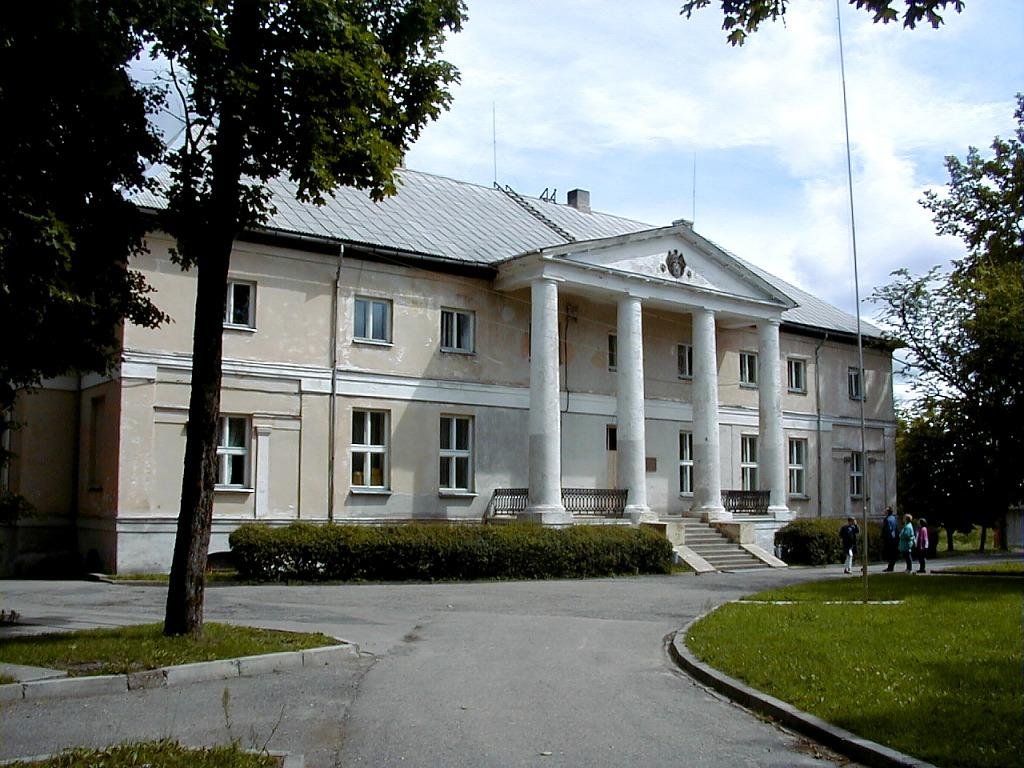
Vērgale: Herrenhaus Virginahlen, erbaut 1797, 1837 umgebaut
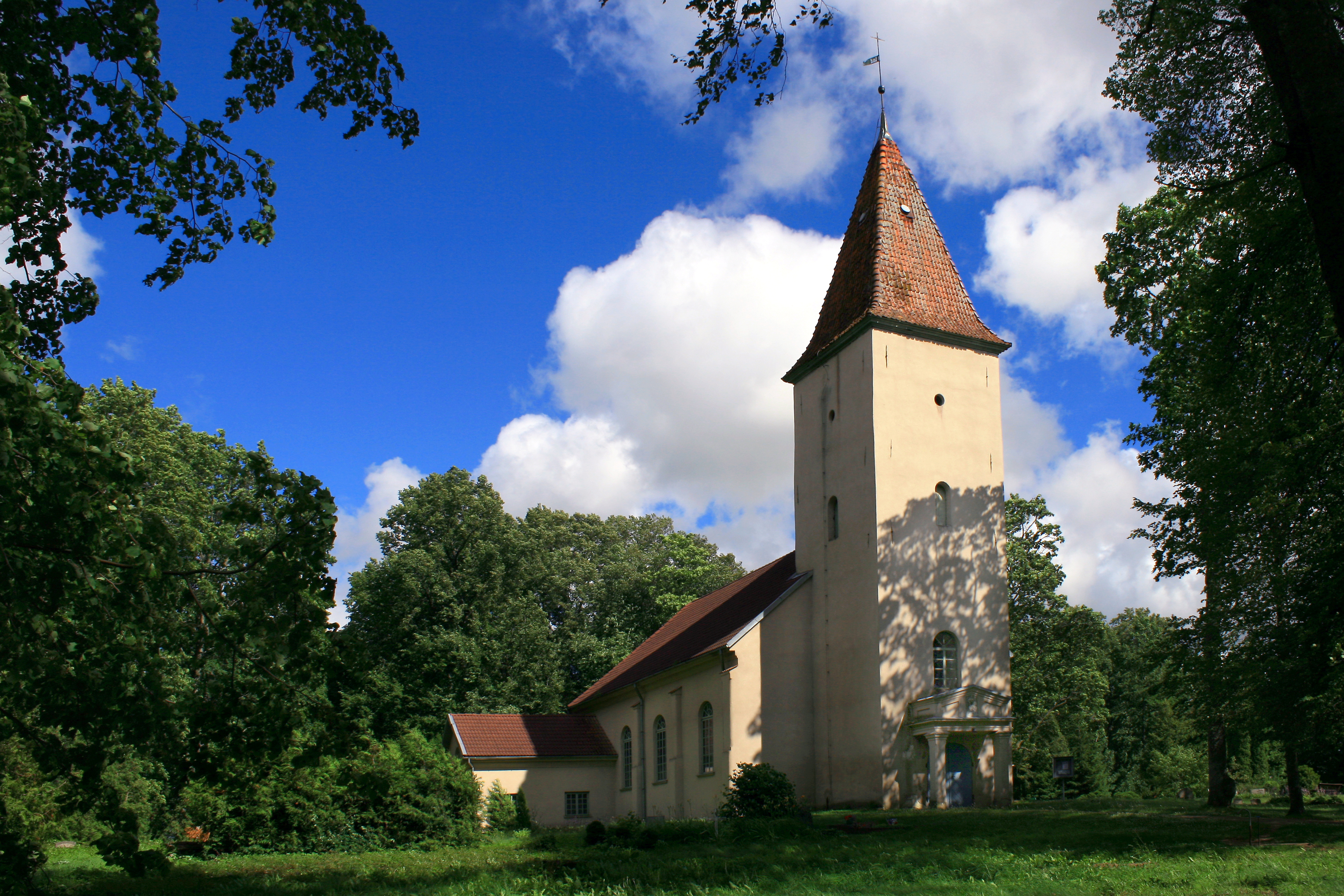
Vērgale: Lutherische Kirche

## Nachweise
1. ↑  Vides aizsardzības un reģionālās attīstības ministrija (Ministerium für Naturschutz und Regionalentwicklung), Karten und Auflistung der Verwaltungseinheiten, abgerufen am 17. Juli 2021
2. ↑  Bevölkerung der Regionen, Städte und Bezirke Centrālā statistikas pārvalde (Statistisches Amt der Republik Lettland), abgerufen am 14. April 2021.
3. ↑  https://www.vietas.lv/objekts/sakas_lejas_evaneliski_luteriska_baznica/
4. ↑  https://www.visitpavilosta.lv/visit-and-enjoy/params/category/239748/item/1563062/